# Гулякин, Иван Васильевич
Иван Васильевич Гуля́кин (1903—1977) — советский учёный-агрохимик, доктор сельскохозяйственных наук, профессор, лауреат Сталинской премии (1952).

## Биография
Родился 5 февраля 1903 года в Тульской губернии в крестьянской семье.
В 1932 году окончил МСХА имени К. А. Тимирязева. Затем там же на кафедре агрохимии: стажёр, аспирант, ассистент, старший преподаватель, доцент, профессор, заместитель заведующего, с 1972 года заведующий кафедрой агрономической и биологической химии. Читал курс «Система применения удобрений». Член ВКП(б) с 1940 года.
Одновременно с 1947 года старший научный сотрудник биофизической лаборатории, в создании которой принимал самое активное участие.
Руководил многолетними научными исследованиями по изучению питания и системе удобрения отдельных культур в севообороте.
Ответственный редактор серии «Агрохимия, физиология растений и почвоведение» в журнале «Доклады ТСХА».
Под его руководством и подготовлены и защищены свыше 20 кандидатских и ряд докторских диссертаций.
Умер 18 января 1977 года после непродолжительной болезни.

## Признание
- Сталинская премия второй степени (1952) — за научные исследования процесса питания растений с помощью меченых атомов
- заслуженный деятель науки РСФСР (1966)
- орден Трудового Красного Знамени
- орден «Знак Почёта»
- медали.

Сочинения
- Применение удобрений [Текст] / И. В. Гулякин, А. В. Петербургский. — Москва : Сельхозгиз, 1951. — 104 с. : ил.; 20 см.
- Радиоактивные продукты деления в почве и растениях [Текст] / И. В. Гулякин, Е. В. Юдинцева. — Москва : Госатомиздат, 1962. — 276 с. : ил.; 22 см.
- Агрохимия радиоактивных изотопов стронция и цезия [Текст] / Е. В. Юдинцева, И. В. Гулякин. — Москва : Атомиздат, 1968. — 472 с. : ил.; 21 см.
- Сельскохозяйственная радиобиология [Текст] : Учеб. пособие / И. В. Гулякин, Е. В. Юдинцева. — Москва : Колос, 1973. — 271 с. : ил.; 22 см.
- Система применения удобрений [Текст] : [Для агр. специальностей]. — Москва : Колос, 1970. — 208 с. : ил., карт.; 22 см.